# Roberto Ognibene
Roberto Ognibene (Reggio Emilia, 12 agosto 1954) è un ex brigatista italiano, membro storico delle Brigate Rosse.

## Biografia
Dopo aver frequentato con buon profitto i primi tre anni dell'istituto tecnico per geometri di Reggio Emilia, Ognibene abbandona la scuola e la famiglia andando a vivere da solo a Milano e cercandovi lavoro.
Politicamente entrato quattordicenne nella FGCI di Reggio Emilia, nel 1969 si unì ad un gruppo di dissidenti, capeggiati da Prospero Gallinari e Alberto Franceschini, che fuoriuscì dal Partito Comunista Italiano lamentando il progressivo distacco dagli ideali tramandati dai partigiani della Resistenza. Detta compagine, ufficialmente avente il nome di "Collettivo operai studenti", ma divenuta nota come il "gruppo dell'appartamento", era destinata a diventare, tramite i contatti che avvennero nel 1970 con Renato Curcio e il gruppo di "Sinistra Proletaria", una delle componenti fondatrici delle Brigate Rosse.

### L'attività terroristica
Fece parte, come esecutore materiale, del commando terroristico che, il 17 giugno 1974, compì un assalto alla sede del Movimento Sociale Italiano di Padova, nella quale furono assassinati  Graziano Giralucci e Giuseppe Mazzola. Si trattò della prima uccisione rivendicata dalle Brigate Rosse.
Venne catturato nell'ottobre 1974. Dopo aver scoperto una base brigatista sita in un caseggiato a Robbiano di Mediglia, i carabinieri si appostarono rimanendo in attesa di eventuali frequentatori; nella notte tra il 14 ed il 15 ottobre 1974, Ognibene fece ritorno alla base e, accortosi della trappola tesa dai militi, tentò la fuga, ignorando l'ordine di fermarsi. Ne seguì uno scontro a fuoco durante il quale il brigatista venne raggiunto da quattro pallottole alla schiena e una al gomito, mentre il maresciallo del nucleo speciale Felice Maritano rimase da lui mortalmente ferito. Per quarantott'ore dalla cattura Ognibene nascose la sua identità, venendo infine riconosciuto, tramite la sua fotografia pubblicata dai giornali, da suo padre, che si presentò sconvolto ai magistrati.

### Le condanne
Il 29 gennaio 1975 la 2ª corte d'assise di Milano condannò Roberto Ognibene a 28 anni di carcere ritenendolo responsabile di omicidio aggravato del maresciallo Maritano. La sentenza venne confermata in appello l'11 gennaio 1977. Il 25 aprile 1978, durante il periodo del sequestro Moro, le Brigate Rosse, nel loro comunicato numero 8,  inserirono il nome di Ognibene tra quello dei brigatisti di cui veniva chiesta la liberazione in cambio della liberazione di Aldo Moro.
Nell'ottobre 1979 diede inizio e capeggiò la rivolta nel carcere dell'Asinara e partecipò all'ideazione, nel 1980, del piano di fuga in massa dal carcere nuorese di Badu 'e Carros, organizzato dalle cosiddette "brigate di Kampo", nel quale furono uccisi due detenuti e lo stesso Ognibene rimase ferito. Per questi reati è stato condannato rispettivamente alla pena di 5 anni e 6 mesi, poi ridotti a 4 anni e 2 mesi, e alla pena di 13 anni, poi ridotti a 6 anni e 6 mesi.

### La dissociazione dalle BR
Dissociatosi dalle Brigate Rosse nel 1983, verso la fine degli anni ottanta si unì sentimentalmente a Nadia Mantovani (già in precedenza compagna di Renato Curcio), con la quale avrà una figlia nel 1990. Nel maggio 1990 è stato condannato a 18 anni di reclusione dalla corte d'assise di Padova per gli omicidi di Giralucci e Mazzola. Dal 1993 iniziò a godere del regime di semilibertà, con la possibilità di lavorare all'esterno del carcere. Attualmente lavora in una cooperativa di servizi sociali a Bologna, dopo aver scontato trent'anni di carcere.
Nel 2008 partecipa assieme ad Alberto Franceschini, come testimone protagonista al film documentario, fortemente criticato dal ministro dei beni e delle attività culturali Sandro Bondi, Il sol dell'avvenire di Giovanni Fasanella e Gianfranco Pannone, film, girato a Reggio Emilia, che cerca di ricostruire le radici politiche ideologiche che fecero nascere le Brigate Rosse, presentato al Festival del cinema di Locarno.